# Rally-VM 1998
Rally-VM 1998 kördes över 13 omgångar och vanns av Tommi Mäkinen, Finland. Spanjoren Carlos Sainz var 300 meter från att vinna VM-titeln när bilen gav upp och Mäkinen vann titeln, trots att han också hade brutit rallyt.

## Statistik

### Delsegrare
| Datum              | Rally               | Vinnare       | Märke      |
| ------------------ | ------------------- | ------------- | ---------- |
| 19-21 januari      | Monte Carlo-rallyt  | Carlos Sainz  | Toyota     |
| 6-8 februari       | Svenska rallyt      | Tommi Mäkinen | Mitsubishi |
| 28 februari-2 mars | Safarirallyt        | Richard Burns | Mitsubishi |
| 22-25 mars         | Portugisiska rallyt | Colin McRae   | Subaru     |
| 20-22 april        | Katalanska rallyt   | Didier Auriol | Toyota     |
| 4-6 maj            | Korsikanska rallyt  | Colin McRae   | Subaru     |
| 20-23 maj          | Argentinska rallyt  | Tommi Mäkinen | Mitsubishi |
| 7-9 juni           | Akropolisrallyt     | Colin McRae   | Subaru     |
| 24-27 juli         | Nyzeeländska rallyt | Carlos Sainz  | Toyota     |
| 21-23 augusti      | Finska rallyt       | Tommi Mäkinen | Mitsubishi |
| 12-14 oktober      | Sanremorallyt       | Tommi Mäkinen | Mitsubishi |
| 5-8 november       | Australienrallyt    | Tommi Mäkinen | Mitsubishi |
| 22-24 november     | Brittiska rallyt    | Richard Burns | Mitsubishi |

### Slutställning
| Placering | Förare         | Bilmärke   | Poäng |
| --------- | -------------- | ---------- | ----- |
| 1         | Tommi Mäkinen  | Mitsubishi | 58    |
| 2         | Carlos Sainz   | Toyota     | 56    |
| 3         | Colin McRae    | Subaru     | 45    |
| 4         | Juha Kankkunen | Ford       | 39    |
| 5         | Didier Auriol  | Toyota     | 34    |
| 6         | Richard Burns  | Mitsubishi | 33    |
| 7         | Piero Liatti   | Subaru     | 17    |
| 8         | Freddy Loix    | Toyota     | 13    |